# Sèrie de dibuixos animats
La sèrie de dibuixos animats és un conjunt d'episodis de dibuixos animats pensats per a la televisió que giren al voltant d'un personatge o conjunt de personatges i que van néixer a la segona meitat del segle xx. Les sèries poden tenir un nombre finit d'episodis com una minisèrie, un final definit o ser de final obert, sense un nombre predeterminat d'episodis. Es poden emetre a televisió, mostrar-se a cinemes, llançar-se directe a vídeo o a Internet. Com altres sèries de televisió, les pel·lícules, incloses les pel·lícules d'animació, les sèries d'animació poden ser d'una gran varietat de gèneres i també poden tenir diferents públics objectius demogràfics, masculí o femení i des de nens fins a adults.
Crusader Rabbit, estrenada el 1950, va ser la primera sèrie de dibuixos animats produït específicament per a la televisió. Els seus personatges principals van ser Crusader Rabbit i el seu company Ragland T. Tiger, o "Rags". Les històries eren cliffhangers satírics de quatre minuts de durada.
En un intent d'obtenir audiència adulta, el 1960 Els Picapedra, produïda per Hanna-Barbera, va ser la primera sèrie en emetre's en horari de màxima audiència. Després de 166 episodis, va acabar el 1966 com la sèrie de dibuixos animats més llarga de la història en aquest horari, fins que va ser superada pels Simpson.
El Circuit català de RTVE va ser el primer en emetre sèries de dibuixos animats en català a partir de 1981. Aquell any es va emetre Tip i Tap (Tip et Tap, 1971) i El rei Rollo (King Rollo, 1979). Els primers dibuixos animats emesos a TV3 van començar a emetre's el gener de 1984, amb l'emissió de Pac-Man, Els descamisats (Shirt Tales, 1982-84) i Els trapelles (The Little Rascals, 1982-84).
Durant la dècada de 1990, el contingut més madur que el de les sèries de dibuixos animats tradicionals va començar a aparèixer més àmpliament, estenent-se més enllà d'un públic primari de nens. Aquestes sèries de dibuixos animats incloïen els citats Els Simpsons així com El show d'en Ren i l'Stimpy, Rocko's Modern Life, Beavis and Butt-Head , King of the Hill, Duckman, South Park i Family Guy. La sèrie canadenca d'animació per ordinador ReBoot, que va començar com un programa per a nens, va canviar el seu grup d'edat objectiu als 12 anys o més, donant com a resultat una història més fosca i madura.
El gènere majoritari és l'humor i el format de cada episodi ocupa 15 o 30 minuts, excepte si està dins un contenidor temàtic com per exemple el Club Super3, on aleshores es pot alterar la seva durada.
Les sèries d'anime són sèries de dibuixos animats fetes al Japó.